# Cerro Veronese
Pour les articles homonymes, voir Cerro et Véronèse (homonymie).
Cerro Veronese est une commune de la province de Vérone dans la Vénétie en Italie.

## Administration
| Période                                  | Période  | Identité   | Étiquette | Qualité |
| ---------------------------------------- | -------- | ---------- | --------- | ------- |
| 30 mai 2006                              | En cours | Luca Scala |           |         |
| Les données manquantes sont à compléter. |          |            |           |         |

### Communes limitrophes
Bosco Chiesanuova, Grezzana, Roverè Veronese

## Personnalités liées à la commune
- Damiano Cunego